# Clyde Lewis
Clyde Lewis (Herston, 25 de septiembre de 1997) es un deportista australiano que compite en natación.
Ganó tres tres medallas en el Campeonato Mundial de Natación de 2019 y una medalla de plata en el Campeonato Pan-Pacífico de Natación de 2018.

## Palmarés internacional
| Campeonato Mundial      | Campeonato Mundial      | Campeonato Mundial | Campeonato Mundial    |
| Año                     | Lugar                   | Medalla            | Prueba                |
| ----------------------- | ----------------------- | ------------------ | --------------------- |
| 2019                    | Gwangju (Corea del Sur) | Medalla de oro     | 4 × 200 m libre       |
| 2019                    | Gwangju (Corea del Sur) | Medalla de plata   | 4 × 100 m libre mixto |
| 2019                    | Gwangju (Corea del Sur) | Medalla de bronce  | 4 × 100 m libre       |
| Campeonato Pan-Pacífico |                         |                    |                       |
| Año                     | Lugar                   | Medalla            | Prueba                |
| 2018                    | Tokio (Japón)           | Medalla de plata   | 4 × 200 m libre       |